# کفش طلای لیگ برتر فوتبال انگلستان

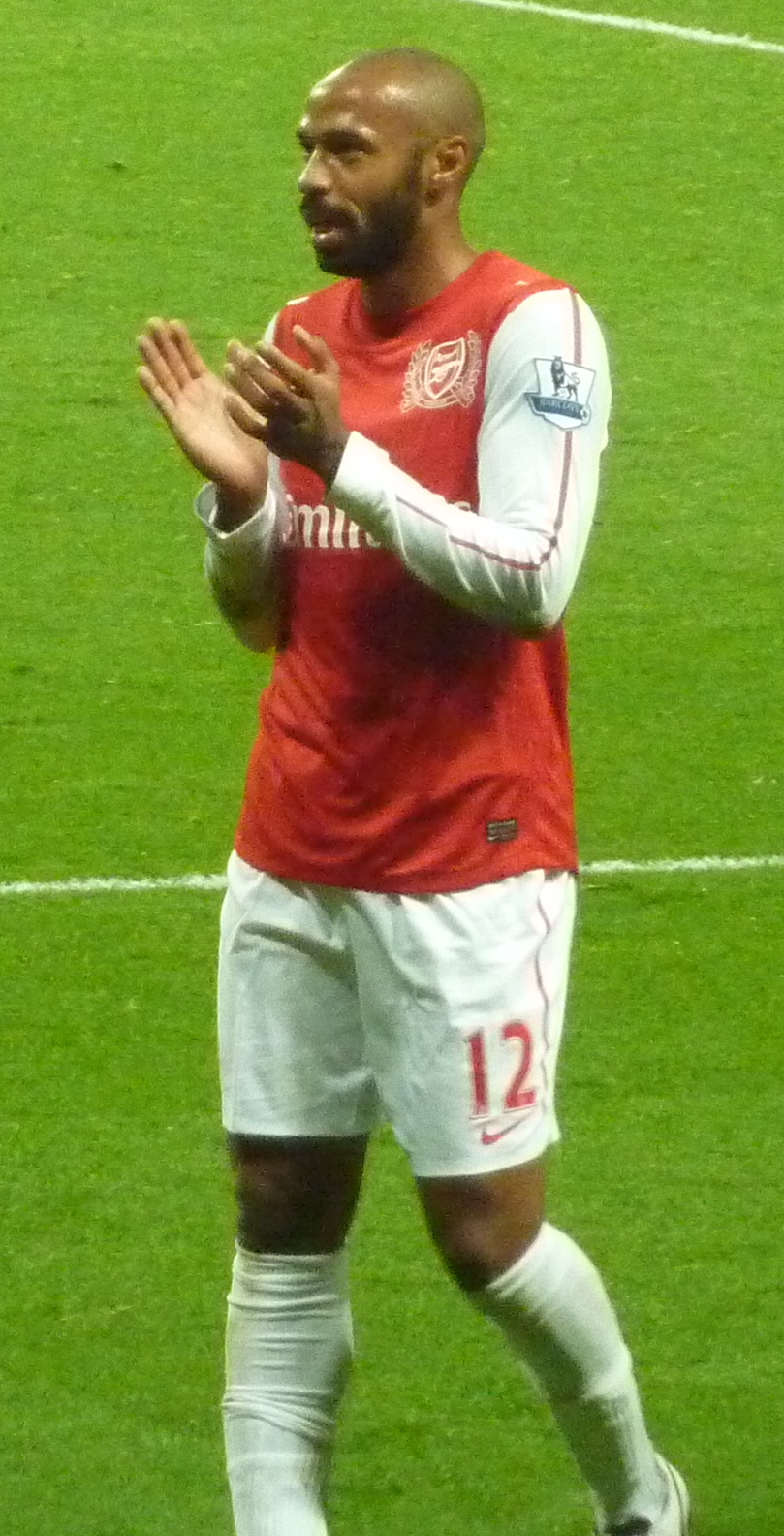
تیری آنری

کفش طلای لیگ برتر فوتبال انگلستان جایزه‌ای است که به صورت سالانه به بهترین گلزن لیگ برتر فوتبال انگلستان از فصل ۹۳–۱۹۹۲ تا کنون توسط حامی مالی مسابقات داده می‌شود.

## برندگان

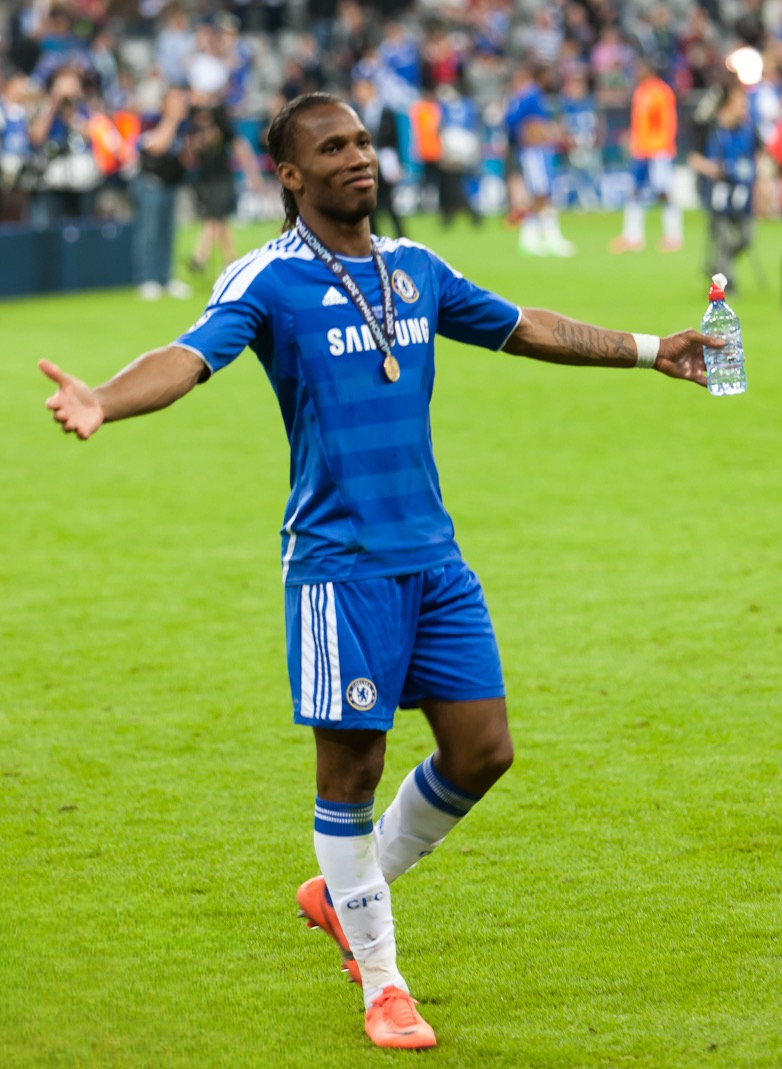
دیدیه دروگبا

| بازیکن (X)    | نام بازیکن و تعداد دفعاتی که جایزه را دریافت کرده‌است (درصورتی که بیشتر از یکبار باشد) |
| بازی          | تعداد بازی‌هایی که برنده جایزه در آن فصل لیگ برتر انجام داد                            |
| نرخ           | نسبت گل به بازی برنده در آن فصل                                                       |
| dagger        | نشان دهنده اینکه چندین نفر به طور مشترک در یک فصل برنده جایزه شده‌اند                  |
| double-dagger | نشان دهنده اینکه بازیکن در همان فصل برنده کفش طلای اروپا نیز شده‌است                   |
| §             | نشان دهنده اینکه این باشگاه در همان فصل قهرمان لیگ برتر شده‌است                        |

| فصل       | بازیکن                 | ملیت              | باشگاه          | گل | بازی | میانگین | منابع       |
| --------- | ---------------------- | ----------------- | --------------- | -- | ---- | ------- | ----------- |
| ۹۳–۱۹۹۲   | تدی شرینگهام           | انگلستان          | تاتنهام هاتسپر  | ۲۲ | ۴۱   | ۰٫۵۴    | [ ۳ ]       |
| ۹۴–۱۹۹۳   | اندرو کول              | انگلستان          | نیوکاسل یونایتد | ۳۴ | ۴۰   | ۰٫۸۵    | [ ۳ ]       |
| ۹۵–۱۹۹۴   | آلن شیرر               | انگلستان          | بلکبرن راورز§   | ۳۴ | ۴۲   | ۰٫۸۱    | [ ۳ ] [ ۴ ] |
| ۹۶–۱۹۹۵   | آلن شیرر (۲)           | انگلستان          | بلکبرن راورز    | ۳۱ | ۳۵   | ۰٫۸۹    | [ ۳ ] [ ۴ ] |
| ۹۷–۱۹۹۶   | آلن شیرر (۳)           | انگلستان          | نیوکاسل یونایتد | ۲۵ | ۳۱   | ۰٫۸۱    | [ ۳ ] [ ۴ ] |
| ۹۸–۱۹۹۷   | کریس ساتن              | انگلستان          | بلکبرن راورز    | ۱۸ | ۳۵   | ۰٫۵۱    | [ ۳ ]       |
| ۹۸–۱۹۹۷   | دیون دابلین            | انگلستان          | کاونتری سیتی    | ۱۸ | ۳۶   | ۰٫۵۰    | [ ۳ ] [ ۵ ] |
| ۹۸–۱۹۹۷   | مایکل اوون             | انگلستان          | لیورپول         | ۱۸ | ۳۶   | ۰٫۵۰    | [ ۳ ]       |
| ۱۹۹۸–۹۹   | مایکل اوون (۲)         | انگلستان          | لیورپول         | ۱۸ | ۳۰   | ۰٫۶۰    | [ ۳ ]       |
| ۱۹۹۸–۹۹   | دوایت یورک             | ترینیداد و توباگو | منچستر یونایتد§ | ۱۸ | ۳۳   | ۰٫۵۵    | [ ۶ ]       |
| ۱۹۹۸–۹۹   | جیمی فلوید هاسلبنک     | هلند              | لیدز یونایتد    | ۱۸ | ۳۶   | ۰٫۵۰    | [ ۳ ]       |
| ۲۰۰۰–۱۹۹۹ | کوین فیلیپس            | انگلستان          | ساندرلند        | ۳۰ | ۳۶   | ۰٫۸۳    | [ ۷ ]       |
| ۰۱–۲۰۰۰   | جیمی فلوید هاسلبنک (۲) | هلند              | چلسی            | ۲۳ | ۳۵   | ۰٫۶۶    | [ ۸ ]       |
| ۰۲–۲۰۰۱   | تیری آنری              | فرانسه            | آرسنال§         | ۲۴ | ۳۳   | ۰٫۷۳    | [ ۶ ]       |
| ۰۳–۲۰۰۲   | رود فن نیستلروی        | هلند              | منچستر یونایتد§ | ۲۵ | ۳۴   | ۰٫۷۴    | [ ۹ ]       |
| ۰۴–۲۰۰۳   | تیری آنری (۲)          | فرانسه            | آرسنال§         | ۳۰ | ۳۷   | ۰٫۸۱    | [ ۶ ]       |
| ۰۵–۲۰۰۴   | تیری آنری (۳)          | فرانسه            | آرسنال          | ۲۵ | ۳۲   | ۰٫۷۸    |             |
| ۰۶–۲۰۰۵   | تیری آنری (۴)          | فرانسه            | آرسنال          | ۲۷ | ۳۲   | ۰٫۸۴    | [ ۳ ]       |
| ۰۷–۲۰۰۶   | دیدیه دروگبا           | ساحل عاج          | چلسی            | ۲۰ | ۳۶   | ۰٫۵۶    | [ ۱۰ ]      |
| ۰۸–۲۰۰۷   | کریستیانو رونالدو      | پرتغال            | منچستر یونایتد§ | ۳۱ | ۳۴   | ۰٫۹۱    |             |
| ۰۹–۲۰۰۸   | نیکولا آنلکا           | فرانسه            | چلسی            | ۱۹ | ۳۶   | ۰٫۵۳    | [ ۱۱ ]      |
| ۱۰–۲۰۰۹   | دیدیه دروگبا (۲)       | ساحل عاج          | چلسی§           | ۲۹ | ۳۲   | ۰٫۹۱    | [ ۱۲ ]      |
| ۱۱–۲۰۱۰   | کارلوس توس             | آرژانتین          | منچستر سیتی     | ۲۰ | ۳۱   | ۰٫۶۵    | [ ۱۳ ]      |
| ۱۱–۲۰۱۰   | دیمیتار برباتوف        | بلغارستان         | منچستر یونایتد§ | ۲۰ | ۳۲   | ۰٫۶۳    | [ ۱۳ ]      |
| ۱۲–۲۰۱۱   | رابین فن پرسی          | هلند              | آرسنال          | ۳۰ | ۳۸   | ۰٫۷۹    | [ ۱۴ ]      |
| ۱۳–۲۰۱۲   | رابین فن پرسی (۲)      | هلند              | منچستر یونایتد§ | ۲۶ | ۳۸   | ۰٫۶۸    | [ ۱۵ ]      |
| ۱۴–۲۰۱۳   | لوییس سوارز            | اروگوئه           | لیورپول         | ۳۱ | ۳۳   | ۰٫۹۴    | [ ۱۶ ]      |
| ۱۵–۲۰۱۴   | سرخیو آگوئرو           | آرژانتین          | منچستر سیتی     | ۲۶ | ۳۱   | ۰٫۸۴    | [ ۱۷ ]      |
| ۱۶–۲۰۱۵   | هری کین                | انگلستان          | تاتنهام هاتسپر  | ۲۵ | ۳۸   | ۰٫۶۵    | [ ۱۸ ]      |
| ۱۷–۲۰۱۶   | هری کین (۲)            | انگلستان          | تاتنهام هاتسپر  | ۲۹ | ۳۰   | ۰٫۹۷    | [ ۱۹ ]      |
| ۱۸–۲۰۱۷   | محمد صلاح              | مصر               | لیورپول         | ۳۲ | ۳۶   | ۰٫۸۹    | [ ۲۰ ]      |
| ۱۹–۲۰۱۸   | پیر امریک اوبامیانگ    | گابن              | آرسنال          | ۲۲ | ۳۶   | ۰٫۶۱    | [ ۲۱ ]      |
| ۱۹–۲۰۱۸   | سادیو مانه             | سنگال             | لیورپول         | ۲۲ | ۳۶   | ۰٫۶۱    | [ ۲۱ ]      |
| ۱۹–۲۰۱۸   | محمد صلاح (۲)          | مصر               | لیورپول         | ۲۲ | ۳۸   | ۰٫۵۸    | [ ۲۱ ]      |
| ۲۰–۲۰۱۹   | جیمی واردی             | انگلستان          | لستر سیتی       | ۲۳ | ۳۵   | ۰٫۶۵    | [ ۲۲ ]      |
| ۲۱–۲۰۲۰   | هری کین (۳)            | انگلستان          | تاتنهام هاتسپر  | ۲۳ | ۳۵   | ۰٫۶۶    |             |
| ۲۲–۲۰۲۱   | محمد صلاح (۳)          | مصر               | لیورپول         | ۲۳ | ۳۵   | ۰٫۶۶    |             |
| ۲۲–۲۰۲۱   | سون هیونگ مین          | کره جنوبی         | تاتنهام هاتسپر  | ۲۳ | ۳۵   | ۰٫۶۶    |             |
| ۲۳–۲۰۲۲   | ارلینگ هالند           | نروژ              | منچستر سیتی§    | ۳۶ | ۳۵   | ۱٫۰۳    |             |
| ۲۴–۲۰۲۳   | ارلینگ هالند (۲)       | نروژ              | منچستر سیتی§    | ۲۷ | ۳۱   | ۰٫۸۷    |             |
| ۲۵–۲۰۲۴   | محمد صلاح (۴)          | مصر               | لیورپول§        | ۲۹ | ۳۸   | ۰٫۷۶    |             |

## برندگان بر پایه ملیت
| کشور              | تعداد |
| ----------------- | ----- |
| انگلستان          | ۱۴    |
| هلند              | ۵     |
| فرانسه            | ۵     |
| مصر               | ۴     |
| آرژانتین          | ۲     |
| ساحل عاج          | ۲     |
| نروژ              | ۲     |
| بلغارستان         | ۱     |
| گابن              | ۱     |
| پرتغال            | ۱     |
| سنگال             | ۱     |
| ترینیداد و توباگو | ۱     |
| اروگوئه           | ۱     |
| کرهٔ جنوبی         | ۱     |

## برندگان بر پایه باشگاه
| باشگاه          | تعداد |
| --------------- | ----- |
| لیورپول         | ۸     |
| آرسنال          | ۶     |
| منچستر یونایتد  | ۵     |
| تاتنهام هاتسپر  | ۵     |
| چلسی            | ۴     |
| منچستر سیتی     | ۴     |
| بلکبرن راورز    | ۳     |
| نیوکاسل یونایتد | ۲     |
| کاونتری سیتی    | ۱     |
| لیدز یونایتد    | ۱     |
| لستر سیتی       | ۱     |
| ساندرلند        | ۱     |